# Deilephila lutescens
Deilephila lutescens är en fjärilsart som beskrevs av Matthew J.W. Cock 1887. Deilephila lutescens ingår i släktet Deilephila och familjen svärmare. Inga underarter finns listade i Catalogue of Life.